# Ondřej Němec
Ondřej Němec (* 18. dubna 1984, Třebíč) je bývalý český hokejový obránce a reprezentant. V současné době je manažerem mládeže v klubu VHK ROBE Vsetín.

## Kariéra

### Klubová kariéra
S hokejem začínal v Třebíči ve věku 7 let. V 15 letech přesídlil do extraligového Vsetína, kde hrál za dorost, juniory a následně v sezóně 2001/02 i v extralize. Současně odehrával i několik zápasů v rodném týmu SK Horácká Slavia Třebíč, který v té době hrál 1. ligu. V roce 2002 si jej v draftu NHL na celkově 35. místě vybral tým Pittsburgh Penguins. V sezóně 2005/06 přestoupil do Karlových Varů. Dne 23. 5. 2010 přestoupil do týmu Severstal Čerepovec hrajícího KHL.
28. ledna 2021 podepsal smlouvu do konce sezóny s českým klubem HC Sparta Praha.
Dne 1. května 2021 byl oznámen přestup do klubu PSG Berani Zlín, kde podepsal smlouvu do konce následující sezóny 2021/2022.
V sezóně 2022/2023 hrál za VHK ROBE Vsetín v Chance lize.

### Reprezentační kariéra
Již jako mladý byl nedílnou součástí všech mládežnických týmů – od výběrů kraje po reprezentační výběry „16“, „17“. V roce 2002 byl účastníkem mistrovství světa do 18 let, kde česká reprezentace skončila na 3. místě. O dva roky později se účastnil mistrovství světa do 20 let. V současné době je jedním ze stabilních článků české reprezentace.

## Ocenění a úspěchy
- 2002 MS-18 - Nejlepší nahrávač mezi obránci
- 2013 KHL - Utkání hvězd
- 2014 KHL - Obránce měsíce dubna 2014
- 2014 KHL - První All-Star Tým
- 2019 ČHL - Nejlepší hráč v pobytu na ledě (+/-)

## Prvenství
- Debut v ČHL - 18. září 2001 (HC Continental Zlín proti HC Vsetín)
- První gól v ČHL - 28. října 2001 (HC Vsetín proti HC Becherovka Karlovy Vary, brankáři Petru Fraňkovi)
- První asistence v ČHL - 2. prosince 2001 (HC Vítkovice proti HC Vsetín)

## Klubová statistika
| Sezóna            | Klub                           | Soutěž            |     | Základní část | Základní část | Základní část | Základní část | Základní část |    | Play off | Play off | Play off | Play off | Play off |
| Sezóna            | Klub                           | Soutěž            | Z   | G             | A             | B             | TM            | Z             | G  | A        | B        | TM       |          |          |
| 1998/99           | SK Horácká Slavia Třebíč       | 1.ČHL-18          | 31  | 18            | 13            | 31            | 0             | –             | –  | –        | –        | –        |          |          |
| 1999/00           | HC Slovnaft Vsetín             | ČHL-18            | 45  | 5             | 18            | 23            | 38            | 2             | 1  | 0        | 1        | 24       |          |          |
| 1999/00           | HC Slovnaft Vsetín             | ČHL-20            | 2   | 0             | 2             | 2             | 0             | 3             | 0  | 0        | 0        | 4        |          |          |
| 2000/01           | HC Slovnaft Vsetín             | ČHL-18            | 8   | 3             | 7             | 10            | 20            | –             | –  | –        | –        |          |          |          |
| 2000/01           | HC Slovnaft Vsetín             | ČHL-20            | 33  | 9             | 8             | 17            | 61            | 9             | 1  | 4        | 5        | 16       |          |          |
| 2001/02           | HC Vsetín                      | ČHL-20            | 8   | 4             | 7             | 11            | 47            | –             | –  | –        | –        | –        |          |          |
| 2001/02           | HC Vsetín                      | ČHL               | 44  | 5             | 3             | 8             | 79            | –             | –  | –        | –        | –        |          |          |
| 2001/02           | SK Horácká Slavia Třebíč       | 1.ČHL             | 1   | 1             | 0             | 1             | 2             | 8             | 0  | 0        | 0        | 16       |          |          |
| 2002/03           | HC Vsetín                      | ČHL               | 39  | 2             | 7             | 9             | 36            | 4             | 0  | 0        | 0        | 2        |          |          |
| 2002/03           | SK Horácká Slavia Třebíč       | 1.ČHL             | 2   | 0             | 0             | 0             | 6             | –             | –  | –        | –        | –        |          |          |
| 2003/04           | Wilkes-Barre/Scranton Penguins | AHL               | 7   | 1             | 2             | 3             | 2             | 7             | 0  | 1        | 1        | 6        |          |          |
| 2003/04           | Vsetínská hokejová             | ČHL               | 42  | 2             | 4             | 6             | 30            | –             | –  | –        | –        | –        |          |          |
| 2003/04           | SK Horácká Slavia Třebíč       | 1.ČHL             | 2   | 0             | 0             | 0             | 2             | –             | –  | –        | –        | –        |          |          |
| 2004/05           | Vsetínská hokejová             | ČHL               | 48  | 6             | 9             | 15            | 81            | –             | –  | –        | –        | –        |          |          |
| 2004/05           | SK Horácká Slavia Třebíč       | 1.ČHL             | 4   | 0             | 2             | 2             | 4             | –             | –  | –        | –        | –        |          |          |
| 2005/06           | HC Energie Karlovy Vary        | ČHL               | 45  | 5             | 5             | 10            | 41            | –             | –  | –        | –        | –        |          |          |
| 2006/07           | HC Energie Karlovy Vary        | ČHL               | 52  | 2             | 13            | 15            | 52            | 3             | 0  | 1        | 1        | 6        |          |          |
| 2007/08           | HC Energie Karlovy Vary        | ČHL               | 52  | 4             | 5             | 9             | 30            | 19            | 3  | 4        | 7        | 22       |          |          |
| 2008/09           | HC Energie Karlovy Vary        | ČHL               | 52  | 4             | 11            | 15            | 46            | 15            | 6  | 5        | 11       | 18       |          |          |
| 2009/10           | HC Energie Karlovy Vary        | ČHL               | 52  | 7             | 19            | 26            | 70            | –             | –  | –        | –        | –        |          |          |
| 2010/11           | Severstal Čerepovec            | KHL               | 52  | 12            | 5             | 17            | 46            | 6             | 0  | 2        | 2        | 2        |          |          |
| 2011/12           | Severstal Čerepovec            | KHL               | 44  | 2             | 10            | 12            | 30            | 6             | 1  | 1        | 2        | 8        |          |          |
| 2012/13           | HC Lev Praha                   | KHL               | 52  | 6             | 16            | 22            | 46            | 4             | 0  | 0        | 0        | 4        |          |          |
| 2013/14           | HC Lev Praha                   | KHL               | 51  | 3             | 16            | 19            | 55            | 22            | 3  | 7        | 10       | 36       |          |          |
| 2014/15           | Atlant Mytišči                 | KHL               | 37  | 3             | 10            | 13            | 26            | –             | –  | –        | –        | –        |          |          |
| 2014/15           | HC CSKA Moskva                 | KHL               | 19  | 2             | 4             | 6             | 12            | 9             | 0  | 1        | 1        | 4        |          |          |
| 2015/16           | Severstal Čerepovec            | KHL               | 55  | 8             | 9             | 17            | 30            | –             | –  | –        | –        | –        |          |          |
| 2016/17           | HC Kometa Brno                 | ČHL               | 50  | 7             | 17            | 24            | 28            | 12            | 3  | 3        | 6        | 0        |          |          |
| 2017/18           | HC Kometa Brno                 | ČHL               | 42  | 5             | 5             | 10            | 12            | 14            | 0  | 4        | 4        | 12       |          |          |
| 2018/19           | HC Kometa Brno                 | ČHL               | 48  | 4             | 25            | 29            | 16            | 10            | 1  | 4        | 5        | 12       |          |          |
| 2019/20           | HC Kometa Brno                 | ČHL               | 50  | 4             | 18            | 22            | 26            | –             | –  | –        | –        | –        |          |          |
| 2020/21           | HC Kometa Brno                 | ČHL               | 12  | 0             | 3             | 3             | 6             | –             | –  | –        | –        | –        |          |          |
| 2020/21           | HC Sparta Praha                | ČHL               | 12  | 0             | 1             | 1             | 2             | 5             | 0  | 0        | 0        | 0        |          |          |
| 2021/22           | PSG Berani Zlín                | ČHL               | 47  | 3             | 5             | 8             | 46            | –             | –  | –        | –        | –        |          |          |
| 2022/23           | VHK ROBE Vsetín                | 1.ČHL             | 48  | 0             | 14            | 14            | 20            | 15            | 0  | 2        | 2        | 2        |          |          |
| Celkem v ČHL      | Celkem v ČHL                   | Celkem v ČHL      | 702 | 60            | 153           | 213           | 605           | 93            | 15 | 23       | 38       | 78       |          |          |
| Celkem v KHL      | Celkem v KHL                   | Celkem v KHL      | 310 | 36            | 70            | 106           | 245           | 47            | 4  | 11       | 15       | 54       |          |          |
| Celkem v 1.ČHL    | Celkem v 1.ČHL                 | Celkem v 1.ČHL    | 57  | 1             | 16            | 17            | 34            | 23            | 0  | 2        | 2        | 18       |          |          |
| Celkem v AHL      | Celkem v AHL                   | Celkem v AHL      | 7   | 1             | 2             | 3             | 2             | 7             | 0  | 1        | 1        | 6        |          |          |
| Celkem v 1.ČHL-18 | Celkem v 1.ČHL-18              | Celkem v 1.ČHL-18 | 31  | 18            | 13            | 31            | 0             | –             | –  | –        | –        | –        |          |          |
| Celkem v ČHL-18   | Celkem v ČHL-18                | Celkem v ČHL-18   | 53  | 8             | 25            | 33            | 58            | 2             | 1  | 0        | 1        | 24       |          |          |
| Celkem v ČHL-20   | Celkem v ČHL-20                | Celkem v ČHL-20   | 43  | 13            | 17            | 30            | 108           | 12            | 1  | 4        | 5        | 20       |          |          |

## Reprezentace
| Rok                       | Tým                       | Soutěž                    | Z  | G | A  | B  | TM |
| ------------------------- | ------------------------- | ------------------------- | -- | - | -- | -- | -- |
| 2002                      | Česko 18                  | MS-18                     | 8  | 1 | 6  | 7  | 45 |
| 2004                      | Česko 20                  | MSJ                       | 7  | 2 | 2  | 4  | 8  |
| 2009                      | Česko                     | MS                        | 7  | 0 | 1  | 1  | 2  |
| 2010                      | Česko                     | MS                        | 6  | 0 | 1  | 1  | 0  |
| 2011                      | Česko                     | MS                        | 6  | 0 | 0  | 0  | 0  |
| 2012                      | Česko                     | MS                        | 9  | 0 | 2  | 2  | 4  |
| 2014                      | Česko                     | MS                        | 10 | 2 | 5  | 7  | 2  |
| 2015                      | Česko                     | MS                        | 10 | 3 | 3  | 6  | 4  |
| 2018                      | Česko                     | OH                        | 6  | 0 | 0  | 0  | 2  |
| Juniorská kariéra celkově | Juniorská kariéra celkově | Juniorská kariéra celkově | 15 | 3 | 8  | 11 | 53 |
| Seniorská kariéra celkově | Seniorská kariéra celkově | Seniorská kariéra celkově | 54 | 5 | 12 | 17 | 14 |